# Patrouille des Glaciers
Die Patrouille des Glaciers (PDG; dt. Übersetzung: «Gletscherpatrouille») in der Schweiz ist das grösste Rennen im Skibergsteigen weltweit und fand erstmals im April 1943 statt. Sie wurde ursprünglich von den beiden Hauptleuten Rodolphe Tissières und Roger Bonvin der damaligen schweizerischen Gebirgsbrigade 10 zur Erprobung und Steigerung der Einsatzfähigkeit der Truppe im Rahmen der Mobilmachungsorganisation vor dem Zweiten Weltkrieg erkundet und ausgeplant.

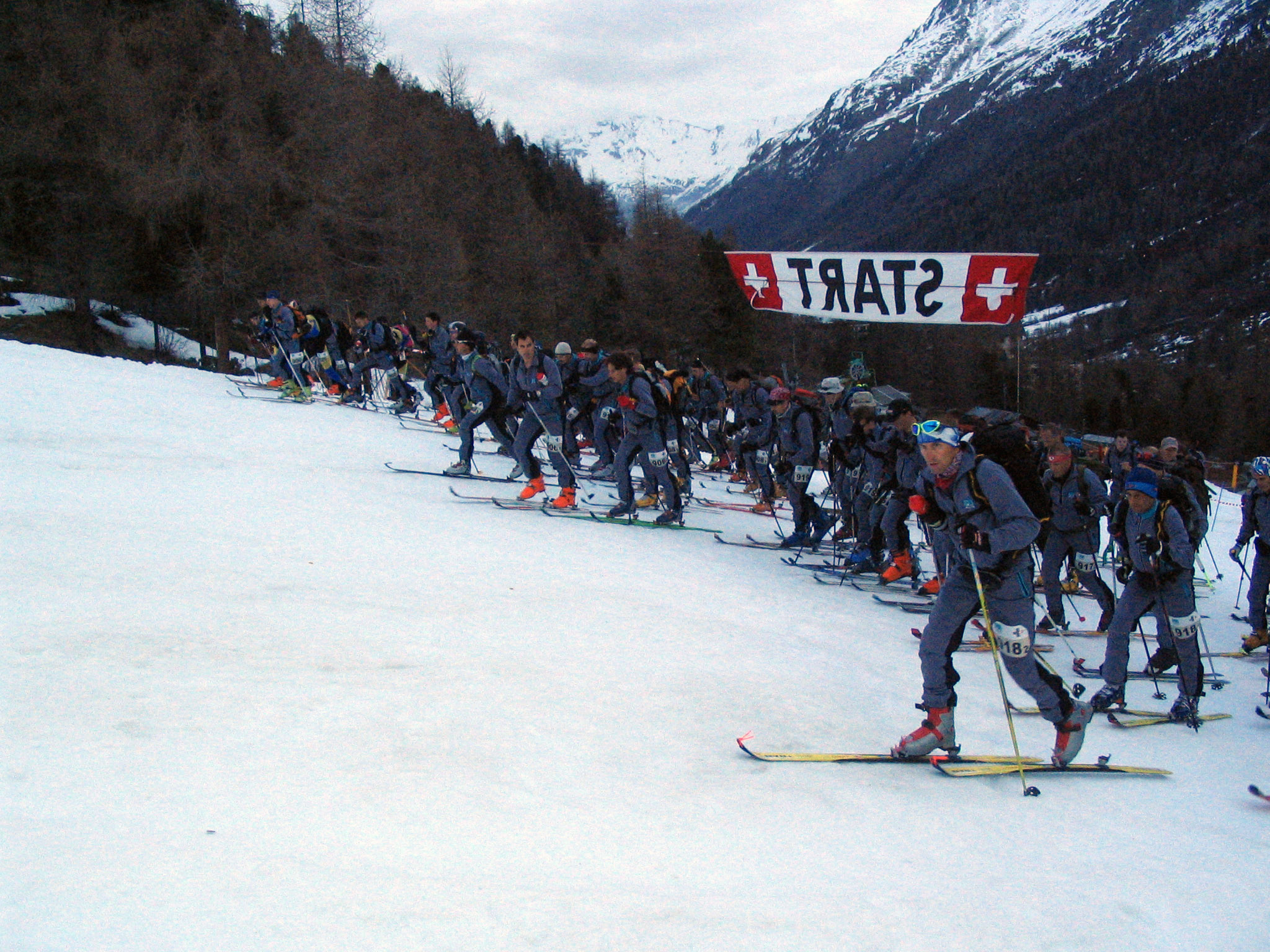
Start für die kurze Distanz in Arolla
(PDG 2006)

Die PDG wird federführend von der Schweizer Armee organisiert, die hierzu den Kommandanten der PDG bestimmt. Teilnehmen können militärische und zivile Patrouillen mit jeweils drei Athleten, wobei auch Frauen und Männer gemischt eine Patrouille bilden können. 2004 gewann zum ersten Mal ein ausländisches Team das Rennen.

## Rennen
| Nr. | Jahr     | Bemerkung          | |
| --- | -------- | ------------------ | --- |
| 1.  | PDG 1943 | 23. April          | |
| 2.  | PDG 1944 |                    | |
|     |          |                    | Keine Austragung wegen des Zweiten Weltkrieges |
| 3.  | PDG 1949 |                    | Eine Patrouille (drei Mann) stürzte in eine Gletscherspalte des Mont-Miné-Gletschers und konnte erst nach acht Tagen geborgen werden. Daraufhin verbot das Eidgenössische Militärdepartement (EMD) die Durchführung der PDG. Das Verbot wurde 1983 durch Ausbildungschef Roger Mabillard aufgehoben. |
| 4.  | PDG 1984 |                    | |
|     | PDG 1986 |                    | Wegen schlechten Wetters abgebrochen |
|     | PDG 1988 |                    | |
|     | PDG 1990 |                    | |
|     | PDG 1992 |                    | |
|     | PDG 1994 |                    | |
|     | PDG 1996 |                    | |
|     | PDG 1998 |                    | |
|     | PDG 2000 |                    | |
|     | PDG 2002 |                    | Wegen schlechten Wetters abgebrochen |
|     | PDG 2006 |                    | |
| 13. | PDG 2008 | 16. – 20. April    | |
| 14. | PDG 2010 |                    | |
| 15. | PDG 2012 |                    | Wegen schlechten Wetters abgebrochen |
| 16. | PDG 2014 | 29. April – 3. Mai | |
| 17. | PDG 2016 |                    | |
| 18. | PDG 2018 | 17. – 21. April    | |
|     | PDG 2020 |                    | Wegen der Corona-Pandemie abgesagt |
|     | PDG 2022 | 24. April – 1. Mai | |
|     | PDG 2024 | 15. – 21. April    | Rennen Z1, Z2 und A1 wegen schlechten Wetters abgesagt, A2 fand statt |

## Besondere Ereignisse
Am 18. April 2007 wurde in den beiden Startorten Zermatt und Arolla sowie im Zielort Verbier zum Dank an die Gemeinden, Helfer, Gönner und Freunde der Veranstaltung von der Schweizer Armee je ein Gedenkstein für die PDG enthüllt.
Von einer privaten Vorbereitungstour für die PDG 2018 ist der Milliardär und CEO der Tengelmann-Gruppe, Karl-Erivan Haub, nicht mehr zurückgekehrt. Im April 2014 geschah dasselbe mit zwei Ski-Alpinisten aus dem Kanton Jura, die als Training für die PDG den 3790 m hohen Pigne d’Arolla besteigen wollten. Im März 2024 starben fünf Mitglieder einer Familie aus dem Wallis beim Training für die PDG an der Tête-Blanche, die Suche nach einer sechsten vermissten Person wurde kurz darauf eingestellt.

## Teilnahme und Durchführung
Nur sehr erfahrene Skibergsteiger sind zugelassen. Sie müssen in der Lage sein, angeseilt Ski zu fahren. Jedes Team besteht aus vier angemeldeten Mitgliedern (drei Leute, welche die „Patrouille“ bilden, plus eine Ersatzperson, die nicht startet). Die Teams können aus Damen, Herren oder aus beiden Geschlechtern bestehen. Gemischte Patrouillen werden in der Rangliste den Herren gleichgestellt. Am Tag des Wettlaufes muss jeder Teilnehmer mindestens 18 Jahre alt sein (Wettkampf Arolla–Verbier) beziehungsweise im Wettkampfjahr mindestens 20 Jahre alt sein (Zermatt–Verbier). Im Folgenden werden die Regeln für den PDG 2018 dargestellt:
Es finden für jede Strecke zwei Läufe statt: Zermatt–Verbier am Dienstag/Mittwoch (Rennen Z1 & Z2) und am Freitag/Samstag; Arolla–Verbier am Mittwoch und Samstag (Rennen A1 & A2).
Die Teilnehmer teilen sich in vier Kategorien auf:
- P1: Angehörige der Schweizer Armee: Sie müssen die Rekrutenschule abgeschlossen haben, und sie dürfen im Wettkampfjahr das 65. Lebensjahr noch nicht erreicht haben. Wurden sie aus der Dienstpflicht entlassen, dürfen sie ebenfalls in dieser Kategorie starten. Die Patrouillen werden nach der Summe ihres Alters (bis 102 Jahre, 103–150 Jahre, 151 Jahre und mehr) in Alterskategorien eingeteilt und in separaten Ranglisten gewertet. Startplätze nach erfolgter Anmeldung.
- P2: Angehörige einer ausländischen Armee: Sie müssen die Uniform ihres Landes tragen und dürfen nur den späteren der zwei Läufe Zermatt–Verbier bestreiten. Es gibt keine Alterskategorien. Startplätze nach erfolgter Anmeldung.

- P3: Zivile Teilnehmer mit einem IVBV-diplomierten Bergführer: Der Bergführer ist in den vier angemeldeten Patrouillenmitgliedern eingeschlossen. Startet der Bergführer am Rennen, ist er zwangsläufig der Patrouillenführer. Damenpatrouillen werden gemeinsam gewertet; gemischte oder männliche Patrouillen gemäss den oben genannten Alterskategorien. Startplätze nach erfolgter Anmeldung.
- P4: Zivile Teilnehmer ohne Bergführer: Damenpatrouillen werden gemeinsam gewertet; gemischte oder männliche Patrouillen gemäss den oben genannten Alterskategorien. Startplätze werden verlost.

Bei einem Kontrollposten können sich die Teilnehmer entscheiden, zu zweit und ohne Wertung weiterzulaufen, wobei sie die gemeinsame Ausrüstung mitnehmen müssen. Die Teilnehmer müssen während des Rennens diverse Durchlaufzeiten erfüllen. Für Zermatt–Verbier muss die Strecke bis Schönbiel in 3 h bestritten werden; für Arolla–Verbier die Strecke bis zum ersten Passübergang in 1 h 45 min.
Zu der vorgeschriebenen Ausrüstung gehören unter anderem ein mindestens 30 m langes Seil, Kompass und Höhenmesser, Helme, Lawinenschaufeln, Lawinensonden, Verschüttetensuchgeräte und Eispickel.

## Strecken
Angeboten werden bei dem ausserordentlichen Gebirgswettlauf in überdurchschnittlicher Höhenlage eine lange Strecke von Zermatt nach Verbier und eine kürzere Distanz von Arolla nach Verbier, die jeweils in einer Etappe zurückgelegt werden müssen. Unterwegs können die Athleten von Helfern an den Kontrollposten verpflegt werden. Die längere Strecke (« grande patrouille ») führt mit einer Horizontaldistanz von 53 km über mehr als 100 Leistungskilometer bei einem Höhenunterschied für die Aufstiege von 3994 und für die Skiabfahrten von 4090 Höhenmetern. Die Strecke ab Arolla (« petite patrouille ») führt über eine Distanz von 26 km Horizontaldistanz und hat rund 50 Leistungskilometer. Die Wettkampfstrecke verläuft teilweise über die bekannte Haute Route.
Wegen wechselnder Schneeverhältnisse gibt es immer wieder Änderungen in der genauen Routenführung. Am PDG 2018 müssen diejenigen Athleten, die in Arolla starten, nicht den Col de Riedmatten, sondern den 650 Meter südlicher gelegenen Col de Tsena Réfien (2951 m) ansteuern.
|  | Start 0 km: Zermatt (1616 m) 1. 8 km: Schönbielhütte (2694 m) 2. 16 km: Tête Blanche (3650 m) 3. 20 km: Col Bertol (3268 m) 23 km: Plans de Bertol (2664 m) 4. 28 km: Arolla (1986 m) 5. 33 km: Col de Riedmatten (2919 m) 6. 35 km: Pas du Chat (2581 m) 7. 38 km: La Barma (2458 m) 8. 43 km: Rosablanche (3160 m) 9. 47 km: Col de la Chaux (2940 m) 10. 49 km: Les Ruinettes (2192 m) Ziel 53 km: Verbier (1520 m) |
|  | |

## Streckenrekorde
In der Wertung der Herren stellte 2010 die schweizerische Patrouille mit Florent Troillet, Martin Anthamatten und Yannick Ecoeur einen neuen Streckenrekord von 5h 52′ 20″ auf. Sie verbesserten den Rekord aus dem Jahre 2006 von 6h 18′ 48″ um mehr als 26 Minuten.
Ebenfalls im Jahre 2010 unterbot das Schweizer Damenteam mit Nathalie Etzensperger, Emilie Gex-Fabry und Marie Troillet mit einer Gesamtzeit von 7h 41′ 18″ die bestehende Bestmarke aus dem Jahre 2008. Die bisherige Bestmarke (aufgestellt vom Schweizer Damenteam um Nathalie Etzensperger, Gabrielle Magnenat und Séverine Pont-Combe mit einer Gesamtzeit von 7h 53′ 25″) wurde um mehr als 12 Minuten unterboten.
Der Rekord der Herren aus dem Jahr 2010 wurde bei der Austragung 2018 von einem Team italienischer Gebirgsjäger (Robert Antonioli, Matteo Eydallin
und Michel Boscacci) unterboten, die die Strecke in 5h 35′ zurücklegten. Sie verbesserten damit den Fabelrekord ihrer Schweizer Kollegen aus dem Jahr 2010 nochmals um 17 Minuten.
Ebenso 2018 konnte das Damenteam mit Jennifer Fiechter (CH), Axelle Mollaret (F) and Laetitia Roux (F) den Streckenrekord mit 7 Stunden 15 Minuten deutlich verbessern.